# James Michael McAdoo
James Michael Ray McAdoo (Norfolk, 4 gennaio 1993) è un cestista statunitense.
Nonostante quanto asserito da numerosi media durante la stagione 2018-2019 non è parente di Bob McAdoo.

## Carriera

### NBA (2014-2018)

#### Golden State Warriors (2014-2017)
Dopo aver frequentato per tre anni l'Università di Nord Carolina a Chapel Hill, si candidò per il Draft NBA 2014, in cui tuttavia non venne scelto da nessuna squadra rimanendo così undrafted. Pochi giorni dopo venne acquistato dai Golden State Warriors con cui disputò la Summer League 2014. Il 3 settembre 2014 firmò un contratto non garantito con la franchigia della baia californiana. Venne tagliato dai gialloblù il 24 ottobre. Dopo aver giocato per 4 mesi nei Santa Cruz Warriors in D-League, il 19 gennaio firmò un contratto di 10 giorni con gli stessi Golden State Warriors. Alla fine del contratto non venne rinnovato e tornò nei Santa Cruz Warriors. il 19 febbraio fece ritorno a Golden State e vi rimase fino alla fine della stagione. Seppur non giocò molto, vinse con i gialloblù l'anello in sei gare contro i Cleveland Cavaliers.
L'anno successivo McAdoo rimase a Golden State; la squadra fece molti record, totalizzando 73-9 nella regular season ma incontrando molte difficoltà nei playoffs, tanto che dopo aver rischiato di perdere le finali di Conference contro gli Oklahoma City Thunder di Russell Westbrook e Kevin Durant, recuperando da 1-3 a 4-3. Tuttavia nelle Finals gli Warriors persero contro i Cleveland Cavaliers, nella rivincita dell'anno precedente, dopo essere stati in vantaggio per 3-1 nella serie persero per 3-4.
Nel 2016-2017 (grazie anche all'arrivo dell'All-Star Kevin Durant) McAdoo rivinse l'anello NBA, questa volta in cinque gare e di nuovo contro i Cleveland Cavaliers (squadra affrontato per la terza volta consecutiva).

#### Philadelphia 76ers (2017-2018)
Dopo non aver rinnovato con gli Warriors, il 31 agosto 2017 firmò un two-way contract con i Philadelphia 76ers. Il 12 novembre 2017, prima di giocare per la prima volta da ex contro i Golden State Warriors alla Oracle Arena di Oakland, gli venne consegnato il secondo anello vinto con la franchigia gialloblù. I 76ers persero la partita per 135-114 e McAdoo segnò (in uscita dalla panchina) 5 punti in 7 minuti. Dopo aver giocato più in G-League nei Delaware 87ers che con i Sixers, il 16 gennaio 2018 venne tagliato dalla franchigia della Pennsylvania in favore di Demetrius Jackson.

### Europa (2018-2020)
Il 13 luglio 2018 si trasferisce all'Auxilium Torino.

## Statistiche

### College
| Anno      | Squadra             | PG  | PT | MP   | TC%  | 3P% | TL%  | RP  | AP  | PRP | SP  | PP   |
| --------- | ------------------- | --- | -- | ---- | ---- | --- | ---- | --- | --- | --- | --- | ---- |
| 2011-2012 | N. Carol. Tar Heels | 38  | 3  | 15,6 | 43,4 | -   | 63,8 | 3,9 | 0,3 | 0,9 | 0,3 | 6,1  |
| 2012-2013 | N. Carol. Tar Heels | 36  | 36 | 30,0 | 44,5 | 0,0 | 57,8 | 7,3 | 1,1 | 1,5 | 0,4 | 14,4 |
| 2013-2014 | N. Carol. Tar Heels | 34  | 34 | 30,1 | 45,8 | 0,0 | 53,7 | 6,8 | 1,7 | 1,3 | 0,9 | 14,2 |
| Carriera  | Carriera            | 108 | 73 | 25,0 | 44,7 | 0,0 | 56,9 | 5,9 | 1,0 | 1,2 | 0,5 | 11,4 |

### NBA

#### Regular Season
| Anno       | Squadra            | PG  | PT | MP  | TC%  | 3P%  | TL%  | RP  | AP  | PRP | SP  | PP  |
| ---------- | ------------------ | --- | -- | --- | ---- | ---- | ---- | --- | --- | --- | --- | --- |
| 2014-2015† | G.S. Warriors      | 15  | 0  | 9,1 | 54,5 | -    | 56,0 | 2,5 | 0,1 | 0,3 | 0,6 | 4,1 |
| 2015-2016  | G.S. Warriors      | 41  | 1  | 6,4 | 53,6 | 50,0 | 53,1 | 1,4 | 0,4 | 0,2 | 0,2 | 2,9 |
| 2016-2017† | G.S. Warriors      | 52  | 2  | 8,8 | 53,0 | 25,0 | 50,0 | 1,8 | 0,3 | 0,3 | 0,6 | 2,8 |
| 2017-2018  | Philadelphia 76ers | 3   | 0  | 6,0 | 28,6 | 28,6 | 100  | 0,7 | 0,0 | 0,0 | 0,3 | 2,7 |
| Carriera   | Carriera           | 111 | 3  | 7,9 | 52,8 | 29,4 | 53,4 | 1,7 | 0,3 | 0,3 | 0,4 | 3,0 |

#### Playoffs
| Anno     | Squadra       | PG | PT | MP  | TC%  | 3P%  | TL%  | RP  | AP  | PRP | SP  | PP  |
| -------- | ------------- | -- | -- | --- | ---- | ---- | ---- | --- | --- | --- | --- | --- |
| 2015†    | G.S. Warriors | 5  | 0  | 2,0 | 66,7 | -    | -    | 0,8 | 0,0 | 0,0 | 0,2 | 0,8 |
| 2016     | G.S. Warriors | 8  | 0  | 4,8 | 50,0 | -    | 25,0 | 1,0 | 0,3 | 0,4 | 0,3 | 0,6 |
| 2017†    | G.S. Warriors | 13 | 0  | 4,3 | 52,9 | 40,0 | 66,7 | 1,0 | 0,0 | 0,2 | 0,2 | 1,8 |
| Carriera | Carriera      | 26 | 0  | 4,0 | 54,2 | 40,0 | 50,0 | 1,0 | 0,1 | 0,2 | 0,2 | 1,3 |

## Palmarès

### Squadra
- Campionato NBA: 2

Golden State Warriors: 2015, 2017
- Campione NBDL (2015)
- Coppa di Serbia: 1

Partizan Belgrado: 2020

### Individuale
- McDonald's All-American Game (2011)
- All-NBDL Second Team (2015)
- All-NBDL All-Rookie First Team (2015)